# Hemitrullus changi
Hemitrullus changi är en insektsart som beskrevs av Andrej Vasiljevitj Gorochov 2001. Hemitrullus changi ingår i släktet Hemitrullus och familjen syrsor. Inga underarter finns listade i Catalogue of Life.